# Shabbat (Talmud)
Shabbat (en hebreo: שבת) es el primer tratado del orden Moed de la Mishná y el Talmud. Shabbat tiene 24 capítulos, y trata principalmente sobre las leyes relacionadas con el Shabat, el día de descanso semanal, y las 39 actividades prohibidas durante el Shabat llamadas melajot. El tratado Shabbat hace una distinción entre las prohibiciones de origen bíblico, y las prohibiciones rabínicas, y trata sobre los decretos rabínicos que fueron creados para reforzar el concepto de descanso del Shabat, y para mantener su santidad especial. El tratado menciona los artículos que no pueden ser usados o movidos durante el descanso sabático. El tratado también trata sobre temas como la prohibición de hacer negocios o de discutir sobre asuntos prohibidos durante el Shabat, y sobre las actividades que normalmente se llevan a cabo durante la semana, y que están prohibidas durante el descanso sabático.